# R-23 (Montenegro)
De R-23 of Regionalni Put 23 is een regionale weg in Montenegro. De weg loopt van Danilovgrad via Čavo, Resna en Grahevo naar de grens met Bosnië en Herzegovina bij Nudo en is 84 kilometer lang. In Bosnië en Herzegovina loopt de weg verder naar Trebinje.